# Pachygnatha fengzhen
Pachygnatha fengzhen là một loài nhện trong họ Tetragnathidae.
Loài này thuộc chi Pachygnatha. Pachygnatha fengzhen được miêu tả năm 2003 bởi Zhu, Song & Zhang.